# Motortschuna
Die Motortschuna (russisch Моторчуна) ist ein linker Nebenfluss der unteren Lena in der Republik Sacha in Ostsibirien.
Die Motortschuna entspringt im nordöstlichen Randbereich des Mittelsibirischen Berglands. Sie fließt in überwiegend östlicher Richtung. Im Unterlauf verläuft der Fluss im Tiefland der Lena. Im Frühjahr, von Ende Mai bis Juni, führt der Fluss Hochwasser. In den Sommermonaten Juli und August weist die Motortschuna ebenfalls hohe Pegelstände auf. Im Winter gefriert der Fluss. Die Motortschuna hat eine Länge von 423 km. Ihr Einzugsgebiet umfasst 9250 km².